# Kiebu Village
Kiebu Village är en ort i Kiribati.   Den ligger i örådet Makin och ögruppen Gilbertöarna, i den norra delen av landet, 220 km norr om huvudstaden Tarawa. Kiebu Village ligger 13 meter över havet och antalet invånare är 551. Den ligger på ön Kiebu.
Terrängen runt Kiebu Village är mycket platt.  Närmaste större samhälle är Makin Village, 4,7 km norr om Kiebu Village. 